# Vatikáni szerződés (Magyarország–Vatikán)
A vatikáni szerződést 1997. június 20-án kötötte meg Magyarország és a vatikáni Apostoli Szentszék, de az Országgyűlés csak néhány évvel később, 1999-ben ratifikálta. A szerződés meghirdetett célja a Magyar Katolikus Egyház független működésének a biztosítása volt, hogy az államosított vagyon egy részének visszakapása után függetlenül tudjon működni. A szerződés létrejöttéhez továbbá az egyházakat, különösen azok szociális intézményeit hátrányos helyzetbe hozó, alkotmányellenes állapot miatti társadalmi tiltakozás is vezetett. Ezen viszont egyes (elsősorban SZDSZ-es) politikusok szerint jelentősen túllépett, ami politikai kritikákat váltott ki.
A vatikáni szerződés hatására további néhány egyházzal is kötöttek hasonló szerződéseket, viszont számos egyháznak nem biztosítottak hasonló lehetőségeket (igaz, ezek általában nem rendelkeznek akkreditált intézményrendszerrel sem, melynek támogatásáról beszélni lehetne).

## Előzmények
1945-ben az egyház földjeit államosították, 1950-ben feloszlatták a szerzetesrendeket, melyek 1989-ben éledhettek fel újra, de közben az egyházak működési feltételeit biztosították.
A rendszerváltás után az a lelkiismereti és vallásszabadságról, valamint az egyházakról szóló 1990. évi IV. törvény szabályozta az egyházak alapítását. Az egyházi kárpótlást (az államosított egyházi ingatlanok tulajdonviszonyának rendezését) az a volt egyházi ingatlanok tulajdoni helyzetének rendezéséről szóló 1991. évi XXXII. törvény  szabályozta.

## A szerződés tartalma
- A katolikus közoktatási intézmények az államiakkal és az önkormányzatiakkal azonos támogatásban részesülnek.
- A katolikus felsőoktatási intézmények az államiakkal azonos támogatást kapnak (ez vonatkozik a hitéleti képzést adó akkreditált szakokra is).
- A katolikus egyház a tulajdonában lévő műemlékek, múzeumok, könyvtárak és levéltárak után az állami kulturális intézményekkel azonos támogatást kap.
- Az egyház a kommunizmus idején állami tulajdonba került egyházi ingatlanok egy részét visszakapja, más részük után rendszeres járadékot kap.
- Az állam biztosítja annak lehetőségét, hogy az állampolgárok a személyi jövedelemadó egy százalékáról valamely egyház (vagy egy erre a célra létrehozott állami alap) javára rendelkezzenek (ez nem azonos a közhasznú szervezeteknek adható 1%-kal).
- Az állam garantálja az egyházaknak a teljes személyi jövedelemadó-bevétel 0,5%-át; ha ennél kevesebb gyűlik össze, az állam az összegyűlt pénzt arányosan kiegészíti. (Később a 0,5%-ot 0,7%-ra, majd 0,9%-ra emelték.)
- A katolikus egyház további állami támogatást kap (ennek alapja „az állampolgárok azon döntése, ahogyan az egyházi közszolgáltatásokat igénybe veszik”).

(A szerződés a fentieket csak a katolikus egyházra mondja ki, azonban a többi egyházra is ugyanezeket a szabályokat alkalmazták.)[forrás?]

## Következmények
- 1996. évi CXXVI. törvény a személyi jövedelemadó meghatározott részének az adózó rendelkezése szerinti felhasználásáról[4]
- 1997. évi CXXIV. törvény az egyházak hitéleti és közcélú tevékenységének anyagi feltételeiről[5]

## Kritikák
A szerződés kritikusai szerint ezen szerződés sérti az állam és az egyházak szétválasztásának alkotmányos elvét, illetve a közpénzek közcélú felhasználásának az elvét. Szerintük ezen elvek kizárják az egyházak hitéletének közpénzekből való támogatását. Már a szerződés címében is ez áll: „hitéleti tevékenységének finanszírozásáról”, ami szerintük ellentétben áll ezen törvényekkel.
Ezt röviden így fogalmazták meg: „a hit magánügy és nem közügy”.[forrás?]
A szerződés felülvizsgálatát a parlamenti pártok közül elsősorban az SZDSZ szorgalmazta [forrás?]:
„Az SZDSZ szerint az egyházak indokolatlan privilégiumok és kedvezmények részesei. A liberálisok szeretnék ezeket megszüntetni. A szocialisták nyitottak a tárgyalásokra. Az egyházak fenntartása elsősorban a hívek feladata (…) A szabad demokrata koncepció megvalósításához felül kell vizsgálni a Vatikánnal kötött megállapodást.”
Semjén Zsolt véleménye szerint azonban „az egyházak »a társadalom kiemelkedő fontosságú, értékhordozó és közösségteremtő tényezői, a hitélet körébe tartozó munkálkodásuk mellett kulturális, nevelési-oktatási, szociális-egészségügyi tevékenységükkel és a nemzeti tudat ápolásával is jelentős szerepet töltenek be az ország életében«, ezért az egyházak közpénzből való fenntartása – már amennyiben egyáltalán ez történik – közügynek tekinthető.”[forrás?]
Erős kritikák érték a vatikáni és más hasonló szerződések alapján juttatott költségvetési pénzek évenkénti növekedésének ütemét és átláthatatlanságát is. 2005 elején még a két kormánypárt sem értett egyet az előző évben adott támogatás nagyságában.
"Az SZDSZ kimutatása szerint az egyházak 2004-ben mintegy 36,5 milliárd forint költségvetési támogatásban részesültek. A mi [MSZP] kimutatásunk szerint, – ami nem teljes –, ez az összeg 92,2528 milliárd forint volt"[forrás?]

## A megállapodás és módosításának szövege
- A vatikáni szerződésnek a módosítással egységes szerkezetbe foglalt szövege
  - 1999. évi LXX. törvény a Magyar Köztársaság és az Apostoli Szentszék között a Katolikus Egyház magyarországi közszolgálati és hitéleti tevékenységének finanszírozásáról, valamint néhány vagyoni természetű kérdésről 1997. június 20-án, Vatikánvárosban aláírt Megállapodás kihirdetéséről, In: Magyar Közlöny, 1999. július 5., hétfő, 60. szám (PDF)[halott link]
  - 2013. évi CCIX. törvény Az egyfelől Magyarország, másfelől az Apostoli Szentszék között a Katolikus Egyház magyarországi közszolgálati és hitéleti tevékenységének finanszírozásáról, valamint néhány vagyoni természetű kérdésről szóló 1997. június 20-án aláírt Megállapodás módosításáról szóló Megállapodás kihirdetéséről, In: Magyar Közlöny, 2013. december 12., csütörtök, 207. szám (PDF)[halott link]